# Gandzakar
Gandzakar (armeniska: Գանձաքար) är ett berg i Armenien. Det ligger i provinsen Gegharkunik, i den centrala delen av landet, 80 kilometer öster om huvudstaden Jerevan. Toppen på Gandzakar är 2 404 meter över havet.
Terrängen runt Gandzakar är bergig, och sluttar norrut. Närmaste större samhälle är Vardenik, 8,2 kilometer norr om Gandzakar. 
Trakten runt Gandzakar består i huvudsak av gräsmarker. Runt Gandzak'ar är det ganska tätbefolkat, med 72 invånare per kvadratkilometer.